# Kulohlavec černý
Kulohlavec černý (Globicephala melas) je jedním ze dvou druhů rodu Globicephala. Je to druh příbuzný delfínům, s charakteristickým „melounem“ na přední části hlavy, který zlepšuje jejich hydrodynamický tvar.

## Popis a rozmnožování
Kulohlavci dorůstají až 7 metrů a hmotnosti až 4,5 tuny. Sdružují se v početných skupinách až o stovkách jedinců.
Jsou schopni ponoru do značných hloubek – byly zaznamenány ponory pod 600 metrů, trvající přes 10 minut.
Délka březosti je 16 měsíců. Mládě má při narození délku přes 1,5 metru a hmotnost 75 kg. Kojeno je asi dva roky. Dožívá se asi 50 let.

## Lov
Kulohlavci jsou tradičně loveni obyvateli Faerských ostrovů, které lov obhajují jako kulturní tradici starou stovky let. V roce 2008 však vědci z univerzity v Odense varovali ostrovany, že pojídání masa a tuku kulohlavců ohrožuje lidské zdraví, protože obsahuje vysoké koncentrace DDT, polychlorovaných bifenylů a rtuti.